# محمد دیارا (بازیکن فوتبال)
محمد دیارا (انگلیسی: Mohammed Diarra؛ زادهٔ ۲۰ ژوئن ۱۹۹۲) بازیکن فوتبال اهل گینه است.
از باشگاه‌هایی که در آن بازی کرده‌است می‌توان به باشگاه فوتبال پاری سن ژرمن و باشگاه فوتبال ادنسه اشاره کرد.
وی همچنین در تیم ملی فوتبال گینه بازی کرده‌است.